# De tranen van Maria Machita
De tranen van Maria Machita is een Nederlandse korte film uit 1991 geregisseerd en mede geschreven door Paul Ruven. De film ging op 3 juli 1991 in première.

## Verhaal
De film volgt de jonge vrouw Maria Machita die in een korte tijd veel leed moet zien te verwerken. Nadat Maria haar vader verliest tijdens een vliegtuigongeval, komt ook haar moeder zingend op de bühne om het leven. Als het nog niet erg genoeg is voor Maria, besluit ook haar Turkse vriend haar onaangekondigd te verlaten en terug te keren naar zijn eigen land.

## Rolverdeling
| acteur               | personage           |
| -------------------- | ------------------- |
| Ellen ten Damme      | Maria Machita       |
| Ali Çifteci          | Ahmed               |
| Jacques Herb         | Elbert, vader       |
| Heddy Lester         | moeder              |
| Suzanne Becht        | Martha              |
| Sietske Janssen      | Magda               |
| Daniel Corte Real    | Jopie               |
| Souwe Janssen        | Joseph              |
| Bart Oomen           | dombo               |
| Charimaine Hulsbosch | verpleegkundige     |
| Mirjam de Rooij      | schoenenverkoopster |
| Saskia Temmink       | schoenenverkoopster |

## Achtergrond
De film werd geregisseerd en mede geschreven door Paul Ruven als eindexamenfilm voor zijn studie aan de Nederlandse Filmacademie en kwam tot stand in samenwerking met International Art Film en Nederlands Filmmuseum. Voor het scenario werd hij ondersteund door Mike van Diem met tekst bijdrage van Theo Olthuis. De muziek voor de film werd verzorgd door Frank Affolter. Hoofdrollen waren weggelegd voor onder anderen Ellen ten Damme, Ali Çifteci en Jacques Herb.
De tranen van Maria Machita ging op 3 juli 1991 in première. De film won datzelfde jaar een Tuschinski Award, een Gouden Kalf in de categorie Beste korte film en werd op het Filmfestival in Utrecht bekroond met de Filmprijs van de Stad Utrecht. Actrice Ellen ten Damme, die met deze film haar acteerdebuut maakte, werd tevens genomineerd voor een Gouden Kalf in de categorie Beste actrice, maar wist deze uiteindelijk niet te winnen.